# إليو فيستا
إليو فيستا (بالإيطالية: Elio Festa)‏ ولد بتاريخ 10 أكتوبر 1960 في ريولو تيرمي، إيطاليا، هو دراج إيطالي سابق.

## روابط خارجية
- إليو فيستا على موقع أرشيف الدراجات (الإنجليزية)
- إليو فيستا على موقع إحصائيات الدراجات الإحترافية (الإنجليزية)
- إليو فيستا على موقع CycleBase (الإنجليزية)